# سریوم(IV) سولفات
سریوم (۴) سولفات,(به انگلیسی: Cerium(IV) sulfate) یک ترکیب معدنی است که فرمول Ce(SO۴)۲ دارد.